# The Masque of Mandragora
A The Masque of Mandragora a Doctor Who sorozat nyolcvanhatodik része, amit 1976. szeptember 4.-e és 25.-e között vetítettek négy epizódban.

## Történet
A TARDIS-t a Mandragóra Helix (egyfajta energialény) letéríti a pályájáról és egy középkori itáliai hercegségben, San Martinóban landol. Az öreg herceg éppen meghalt, s a gonosz nagybácsija, Federico gróf a fiatal herceget félreállítva akarná megkaparintani a hercegséget. Terveihez felhasználja Hieronymoust, az udvari asztrológust is. A város alatti katakombákban pedig egy ókori titkos kultusz hívei, a Demnos hívők szövik terveiket. A Doktor és Sarah Jane éppen az események sűrűjébe érkeznek. A Doktornak nemcsak az álnok gróffal, hanem a Demnos hívőkkel és a Mandragórával is meg kell küzdenie...

## Epizódok listája
| Epizódok sorszáma | Bemutató napja       | Hossza | Nézők száma (millió) |
| ----------------- | -------------------- | ------ | -------------------- |
| 1                 | 1976. szeptember 4.  | 24:31  | 8,3                  |
| 2                 | 1976. szeptember 11. | 24:44  | 9,8                  |
| 3                 | 1976. szeptember 18. | 24:34  | 9,2                  |
| 4                 | 1976. szeptember 25. | 24:45  | 10,6                 |

## Könyvkiadás
A könyvváltozatát 1977. december 8.-n adta ki a Target könyvkiadó.

## Otthoni kiadás
- VHS-n 1991 augusztusában adták ki.
- DVD-n 2010. február 8.-n adták ki.

### Fordítás
- Ez a szócikk részben vagy egészben  a   The_Masque_of_Mandragora című angol Wikipédia-szócikk fordításán alapul.  Az eredeti cikk szerkesztőit annak laptörténete sorolja fel. Ez a jelzés csupán a megfogalmazás eredetét és a szerzői jogokat jelzi, nem szolgál a cikkben szereplő információk forrásmegjelöléseként.